# ديفيد شانون مورس
ديفيد شانون مورس (بالإنجليزية: David Shannon Morse)‏ هو عالم حاسوب أمريكي، ولد في 15 أبريل 1943 في ليكسينغتون في الولايات المتحدة، وتوفي في 2 نوفمبر 2007 في سان خوسيه في الولايات المتحدة.